# Place aux Huiles
La place aux Huiles est une place située à proximité du Vieux-Port de Marseille.

## Situation et accès
Cette place est située à l'emplacement de la partie ouest d'un ancien canal, appelé canal de la Douane, dont le tracé suivait également les cours Honoré-d'Estienne-d'Orves et Jean-Ballard, et qui permettait aux galères d'accéder aux arsenaux.

## Origine du nom
Après la fermeture de l'arsenal à la fin du XVIIIe siècle, le canal fut réservé à un usage commercial jusqu'au début du XXe siècle. Sur ses quais étaient notamment débarquées des barriques d'huile (d'où son nom) qui servaient principalement aux fabriques de savon situées dans la rue Sainte.

## Historique
Le canal fut comblé entre 1927 et 1929.